# Цейлонски щитомордници
Цейлонските щитомордници (Hypnale) са род влечуги от семейство Отровници (Viperidae).
Таксонът е описан за пръв път от австрийския зоолог Леполод Фицингер през 1843 година.

## Видове
- Hypnale hypnale – Гърбоноса щитомуцунеста змия
- Hypnale nepa
- Hypnale walli
- Hypnale zara